# Torrecuadradilla
Torrecuadradilla es un municipio y localidad española de la provincia de Guadalajara, en la comunidad autónoma de Castilla-La Mancha. El término municipal tiene una población de 28 habitantes (INE 2024).

## Geografía
Por los alrededores de la localidad discurre el río Tajuña.
| Noroeste: Torremocha del Campo | Norte: Renales  | Noreste: Abánades  |
| Oeste: Cifuentes               |                 | Este: Sacecorbo    |
| Suroeste: Cifuentes            | Sur: Canredondo | Sureste: Sacecorbo |

## Historia
Hacia mediados del siglo XIX, el lugar tenía contabilizada una población de 122 habitantes. La localidad aparece descrita en el decimoquinto volumen del Diccionario geográfico-estadístico-histórico de España y sus posesiones de Ultramar de Pascual Madoz de la siguiente manera:

TORRECUADRADILLA: l. con ayunt. en la prov. de Guadalajara (12 leg.), part. jud. de Cifuentes (2), aud. terr. de Madrid (22), c. g. de Castilla la Nueva, dióc. de Sigüenza (5): sit. en un hondo sobre terreno pedregoso; goza sin embargo, de buena ventilacion y saludable clima. Tiene 60 casas; la consistorial, en la que está la cárcel y el pósito con 90 fan. de trigo; escuela de instruccion primaria frecuentada por 12 alumnos; una fuente de buenas aguas; una igl. parr. (San Miguel Arcangel) servida por un cura y un sacristan. térm.: confina con los de Torrecuadradilla  [sic], Renales, Canredondo, Sacecorbo, Cifuentes y El Sotillo; dentro de él se encuentran varios manantiales y la ermita de Sta. Ana. El terreno es quebrado, de mediana calidad y de secano, á pesar de bañarlo el Tajuña, cuyas aguas no pueden aprovecharse para el riego; hay varios trozos poblados de roble, encina y algunos pinos maderables. caminos: los que dirigen á los pueblos limítrofes, todos de herradura y en mal estado, por la escabrosidad del terreno. correo: se recibe y despacha en la cab. del part., siendo su conduccion carga vecinal. prod.: trigo, cebada, centeno, avena, legumbres, leñas de combustible, algunas maderas de construccion y buenos pastos, con los que se mantiene ganado lanar, cabno, vacuno, mular y asnal; hay caza de liebres, conejos, perdices y algunos corzos; pesca de barbos, truchas, anguilas y cangrejos. ind.: la agrícola, recriacion de ganados y el corte y aserrado de algunas maderas. pobl.: 46 vec., 122 alm. cap. prod.. 1.248,000 rs. imp.: 62,400. contr.: 3,548.
(Madoz, 1849, p. 80)

## Demografía
Torrecuadradilla cuenta con una población de 28 habitantes (INE 2024).
| Gráfica de evolución demográfica de Torrecuadradilla entre 1842 y 2021                                              |
| |
| Población de derecho según los censos de población del INE Población de hecho según los censos de población del INE |

| 81            | 76 | 60 | 51 | 46 | 31 | 31 |
| (Fuente: INE) |    |    |    |    |    |    |

## Fiestas
Las fiestas de San Antonio y San Gil se celebran el último fin de semana de agosto.